# 소련-폴란드 불가침 조약
소련-폴란드 불가침 조약(폴란드어: Polsko-radziecki pakt o nieagresji, 러시아어: Договор о ненападении между СССР и Польшей)는 1932년 폴란드 제2공화국과 소련 대표가 서명한 불가침 조약이다. 1939년 9월 17일 소련의 폴란드 침공 당시 소련에 의해 일방적으로 파기되었다.

## 배경
소련-폴란드 전쟁 이후 폴란드 당국은 독일과 소련 사이의 "동일한 거리" 정책을 추구했다. 대부분의 폴란드 정치인들은 좌파와 우파 모두 폴란드가 독일이나 소련을 지지하지 않고 제1차 세계 대전으로 거슬러 올라가는 중요한 프랑스-폴란드 군사 동맹에 의존해야 한다고 믿었다.
소련과의 양자간 접촉을 정상화하기 위해 1926년 1월에 독일과 체결한 유사한 조약으로 균형을 이루게 될 리가 조약으로 폴란드가 얻은 불가침 조약을 준비하기 위한 회담이 시작되었다. 그러나 독일과의 회담은 시작되지 않았고 폴란드-소련 회담은 1927년 6월 영국이 소련과의 외교 관계를 단절하고 소련 전권위원 표트르 보이코프가 바르샤바에서 사망하면서 중단되었다. 대신 폴란드는 1928년 켈로그-브리앙 조약을 적용했다.
폴란드-소련 협상은 1931년에 모스크바에서 재개되었다. 이 조약은 1932년 7월 25일에 서명되어 3년 동안 유효했다. 1932년 12월 23일 바르샤바에서 비준서가 교환되었고 같은 날 조약이 발효되었다. 1933년 1월 9일에는 국제 연맹 조약 조항에 등록되었다. 1934년 5월 5일에 개정 없이 1945년 12월 31일까지 연장되었다.

## 같이 보기
- 프랑스-소련 상호원조조약
- 독일-폴란드 불가침 조약
- 소련-일본 중립 조약